# Crassula swaziensis
Crassula swaziensis är en fetbladsväxtart som beskrevs av Schönl.. Crassula swaziensis ingår i släktet krassulor, och familjen fetbladsväxter. Inga underarter finns listade i Catalogue of Life.